# Староволжский мост
Старый Волжский мост (Старый мост) — автодорожный мост через реку Волгу в городе Твери. Мост пересекает административные границы Заволжского и Центрального районов, соединяет площадь Мира и Соборную площадь, через Волжский проезд. Первый постоянный мост через Волгу в Твери.

## История
В Твери долгое время не было постоянного моста через Волгу. Первое упоминание о мостах относится к 1374 году, когда во время осады города московским князем Дмитрием Донским были построены два наплавных моста. В 1700 году, во время русско-шведской войны, Петру I срочно потребовалась переправа войск через Волгу на пути в Нарву: мост был построен за три часа с использованием лодок и мельничных жерновов в качестве якорей. В 1810 году император Александр I одобрил строительство постоянного городского моста, но работы остановились в 1812 году из-за нашествия Наполеона.
В 1894 году Государственный Совет Российской империи принял решение о строительстве постоянного моста в Твери за казенный счет. Проект моста был создан в 1895 г. по заданию Министерства Путей Сообщений Российской Империи инженером-технологом Г. Ф. Точиским. Финансирование моста осуществлялось централизованно и исключительно за государственный (казенный) счет — 481 272 руб. Металлическую часть моста изготовил Коломенский машиностроительный завод (180 000 руб.), а нижнюю его часть (опоры) — купцы-подрядчики С. К. Гранат (I гильдия) и Б. А. Шлосберг за 278 772 руб. Остальная сумма была направлена на административные расходы. Строительство моста производилось в период с 1897 г. по 1900 г. под руководством инженера путей сообщений, коллежского асессора Л. И. Машека.

## Конструкция

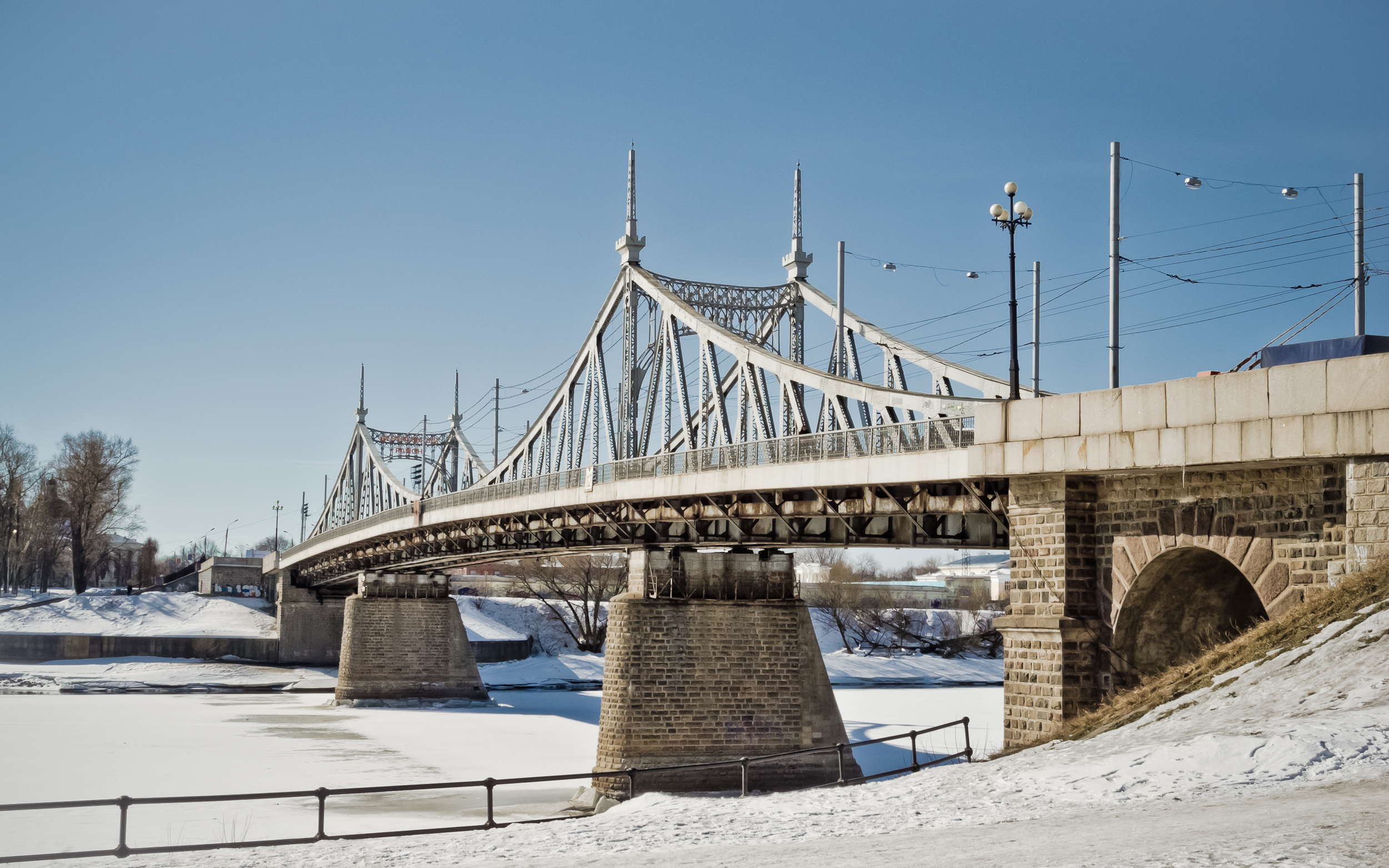
Староволжский мост в Твери. Апрель 2011

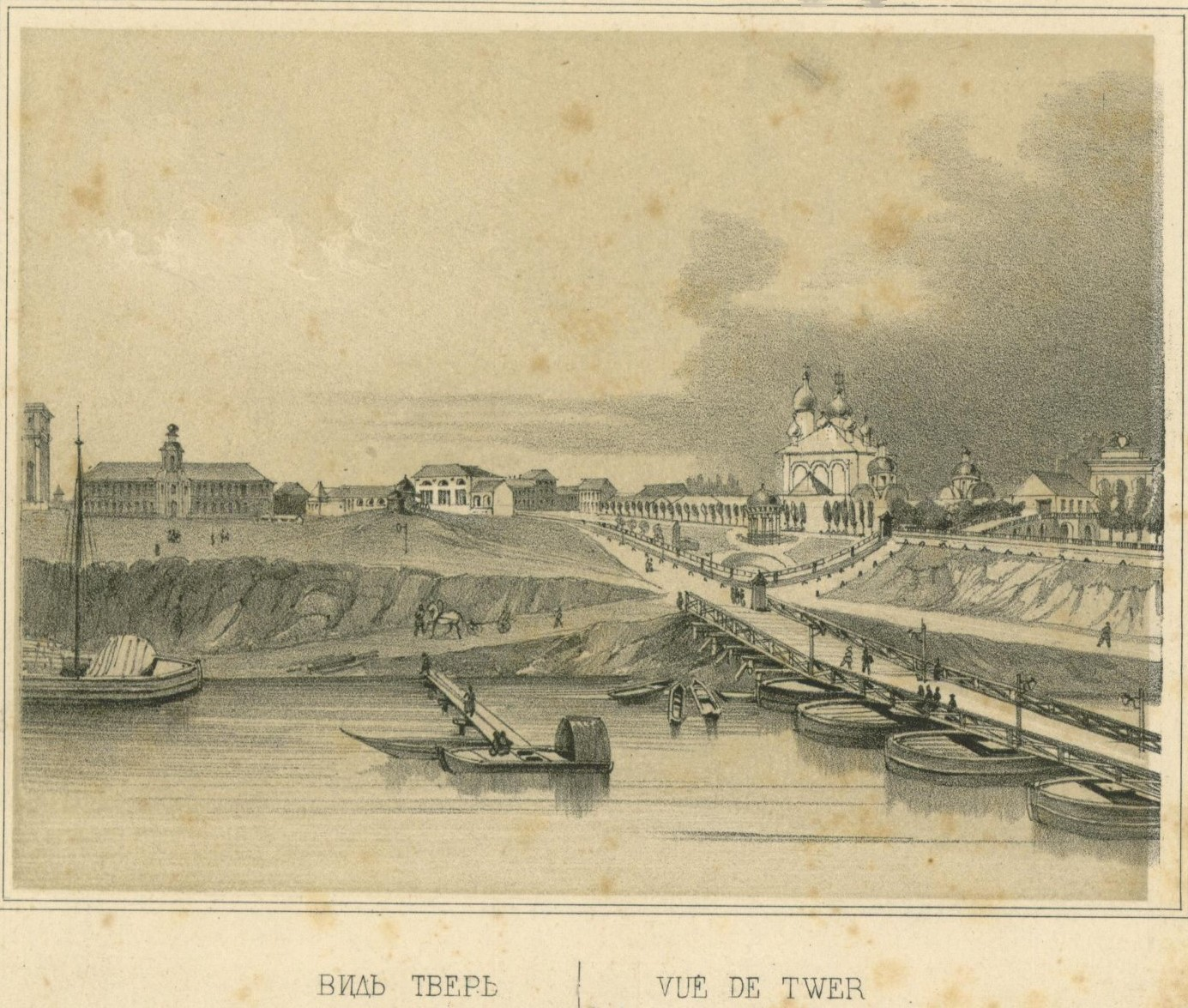
Тверь. Древний мост на барках, 1840-е гг.

До реконструкции длина моста составляла 215,5 м, ширина проезжей части — 5,7 м, каждого из тротуаров — 2,5 м.
Несущие элементы моста представлены тремя металлическими фермами, из которых две крайние в виде консолей неподвижно закреплены к земле посредством специальных устройств. Центральная ферма моста (25-метровая балка Гербера) свободно сопряжена с упомянутыми консольными фермами и компенсирует расширение (сжатие) металла в зависимости от окружающей температуры. Клёпаные из листовой стали фермы были установлены на 4 опорах, в связи с чем часть нагрузки моста была перенесена на отвесы в виде чугунных плит на концах ферм, выведенных в специальные камеры в береговых опорах. При въездах на мост были установлены фонари с художественно выполненным литьём (по два с каждой стороны), перенесённые в 1972 году на Театральную площадь к памятнику А. С. Пушкину.
В 1904 году подъезды к мосту были заасфальтированы.
Во время войны в декабре 1941 года мост был взорван, но уже в начале 1942 года было проведено временное восстановление, а в 1946—1947 годах мост был восстановлен полностью.
В 1982—1985 годах мост был реконструирован по проекту московского института «Гипрокоммундортранс» (руководитель проекта В. М. Рогожкин, инженеры Г. М. Янковский, В. А. Тарнаруцкий). Металлоконструкции изготовил Воронежский мостовой завод, строительство производил Мостоотряд-19 (руководитель работ Р. И. Шнейдер).

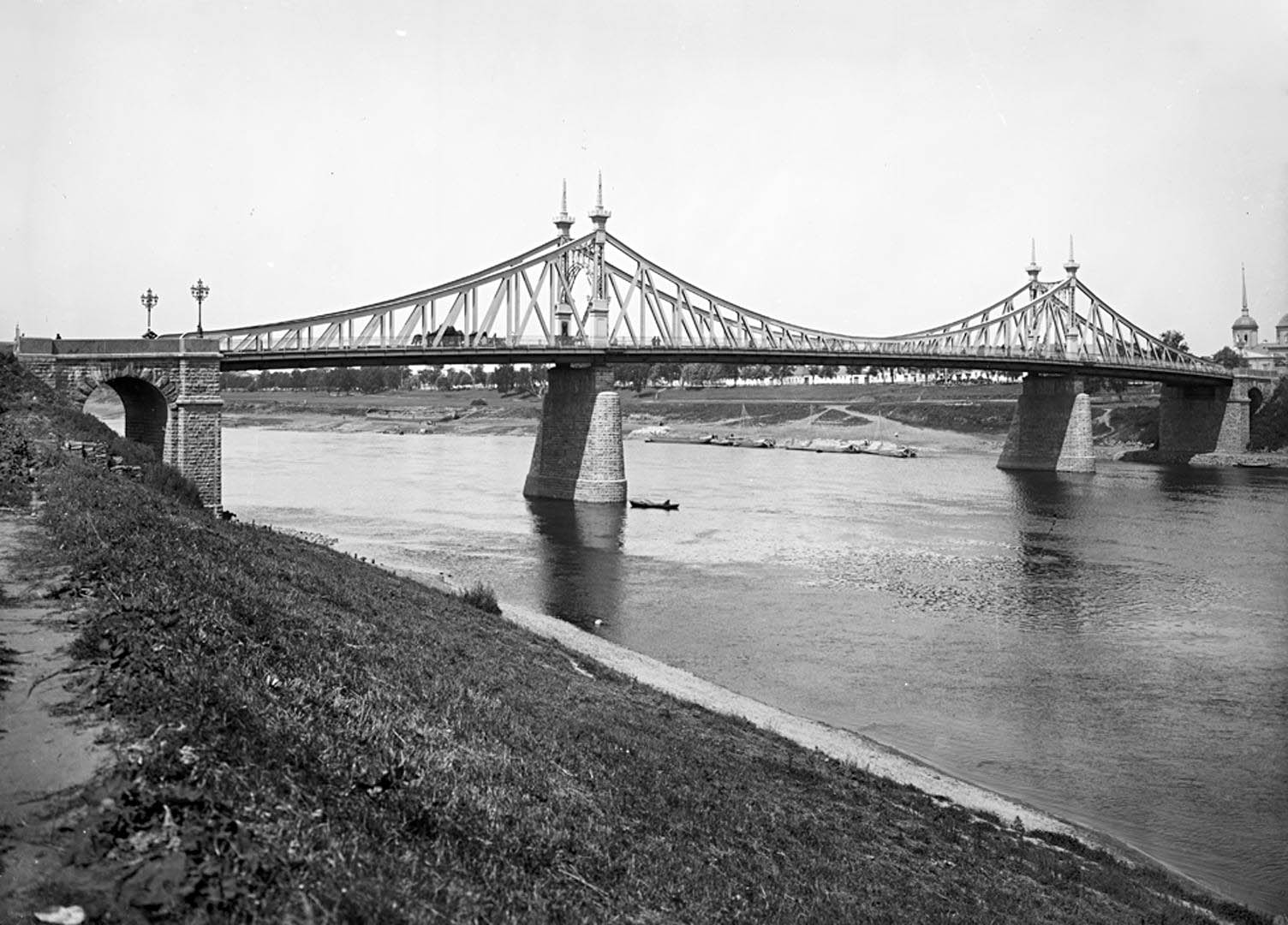
Мост через Волгу в Твери. 1903 г.
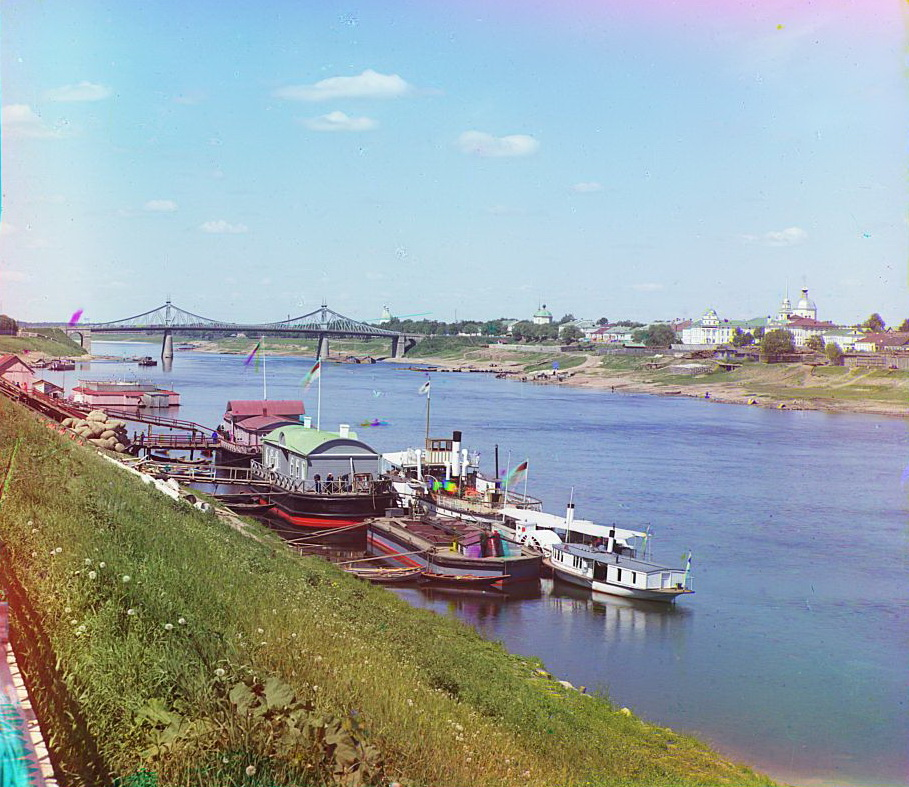
Вид на Старый Волжский мост в 1910 г.
Состояние моста во время войны, 1941—1945

Старые пролётные строения заменены новыми, неразрезными сталежелезобетонными. Деревянное покрытие заменено асфальтобетонным, проезжая часть расширена до 9 м, сооружены береговые подземные переходы, обновлены фермы. Сквозные фермы старого моста были сохранены и навешены на новое пролётное строение как элемент архитектурного оформления.
Консольные фермы «цепного вида», использованные в композиции моста, своими общими контурами напоминают очертания цепных висячих мостов, в частности Мост Свободы в г. Будапеште через р. Дунай.

По экспертной оценке Государственного Института Искусствознания (2002 г.) «благодаря удачно найденному ритму и форме подвесных и консольных конструкций, построенный по данному проекту мост производит впечатление легкости и хорошо согласуется с природным окружением — шириной реки и рельефом берегов».

## Движение
Автомобильное движение по мосту — 2 полосы движения (одна в каждую сторону). С 1931 по 1956 год по мосту проходила трамвайная линия.

## Галерея

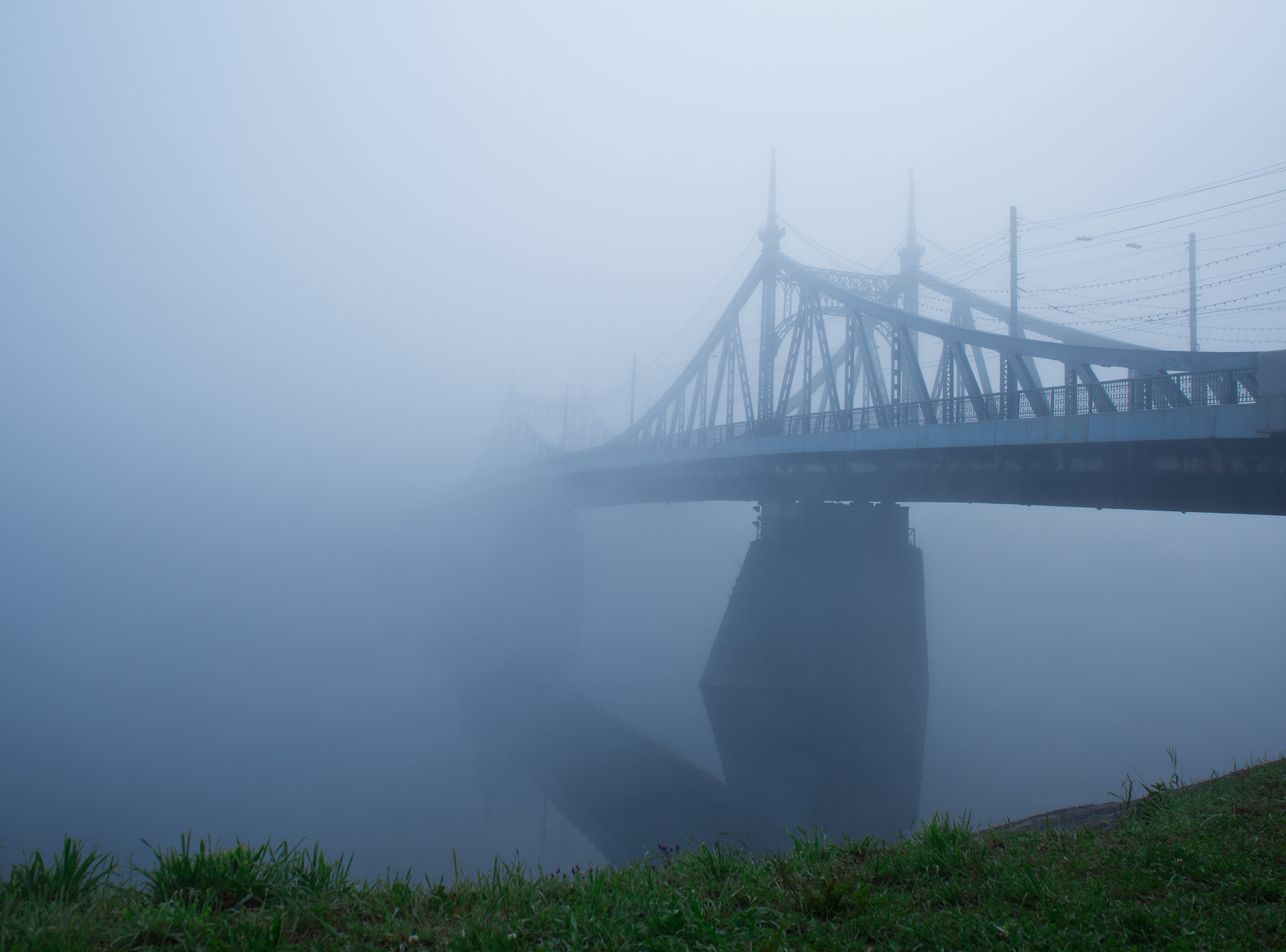
Тверь. Старый мост в тумане.
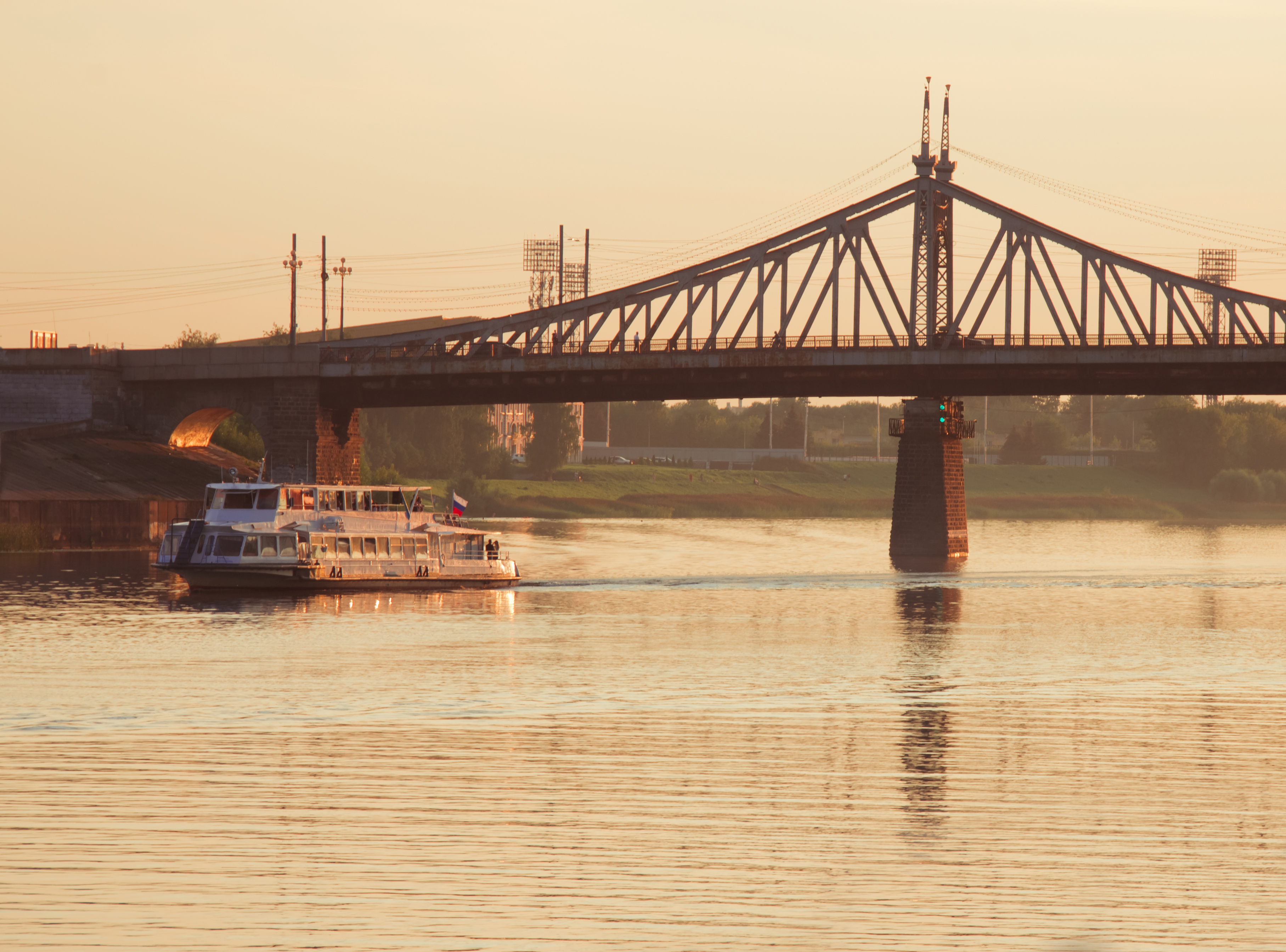
Прогулочный теплоход «Москва» проплывает под Старым мостом в Твери.
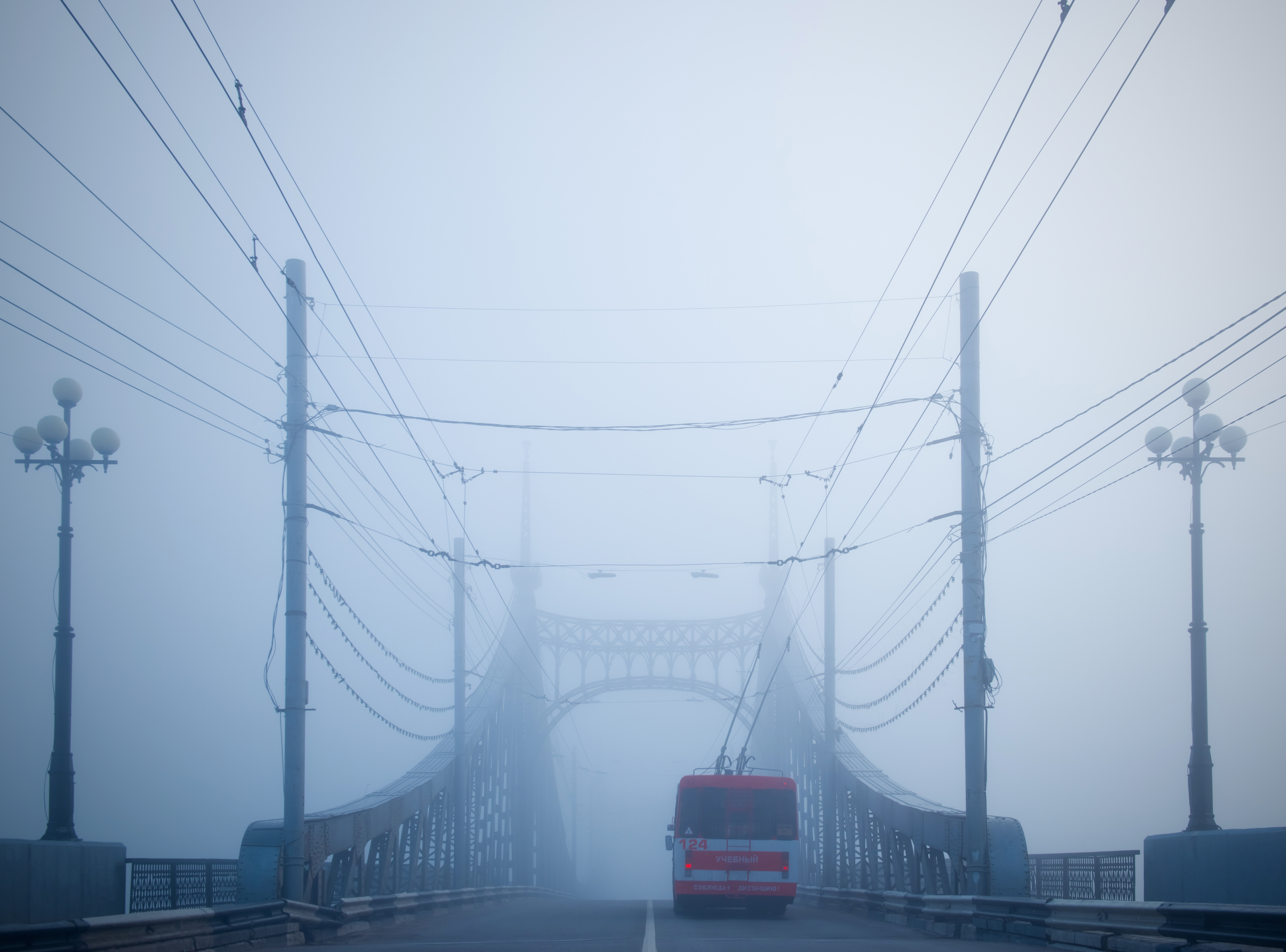
Тверь, Волжский проезд. Учебный троллейбус скрывается в тумане.